# Astra Kid
Astra Kid és un grup de Rock indie alemany de Datteln format l'any 1996. Formen part de la "Neuen" Neuen Deutsche Welle (Hamburger Schule, Tocotronic, Die Sterne, Wir sind Helden, Virginia Jetzt!). Es van dissoldre a finals de l'any 2005 després de traure al mercat el seu últim disc Stereo.

## Discografia

### Àlbums d'estudi
- Planet der Affen (2000)
- Müde, ratlos, ungekämmt (2003)
- Stereo (2005)